# Dendropsophus ozzyi
Dendropsophus ozzyi es una especie de anfibio anuro de la familia Hylidae.

## Distribución geográfica
Esta especie es endémica de Brasil. Se encuentra en los estados de Amazonas y Pará.

## Descripción
Dendropsophus ozzyi mide 19 mm. Es reconocible por su grito de murciélago.

## Etimología
Esta especie lleva el nombre en honor del cantante de Black Sabbath Ozzy Osbourne.

## Publicación original
- Orrico, Peloso, Sturaro, Silva, Neckel-Oliveira, Gordo, Faivovich & Haddad, 2014: A new “Bat-Voiced” species of Dendropsophus Fitzinger, 1843 (Anura, Hylidae) from the Amazon Basin, Brasil. Zootaxa, n.º 3881, p. 341–361.[3]